# Bairrada
Le bairrada est une appellation d'origine (DOC) portugaise située dans le Centre-Ouest du pays et produite dans le terroir viticole de Bairrada, qui couvre les concelhos d'Anadia, Mealhada, Oliveira do Bairro et une partie de ceux d'Águeda, Aveiro, Cantanhede, Coimbra et Vagos. 

## Types de vin
Ses vins peuvent être blanc, rouge, rosé et mousseux. 

## Encépagement
Leurs cépages, pour les rouges et les rosés sont Alfrocheiro, Baga, Camarate, Castelão, Jaén et Touriga nacional. Les vins blancs et mousseux assemblent Arinto (Pedernã), Bical, Cercial, Chardonnay, Fernão Pires (Maria Gomes), Rabo de Ovelha, Pinot blanc, Sauvignon, Sercealinho et Verdelho.